# Joe McElderry

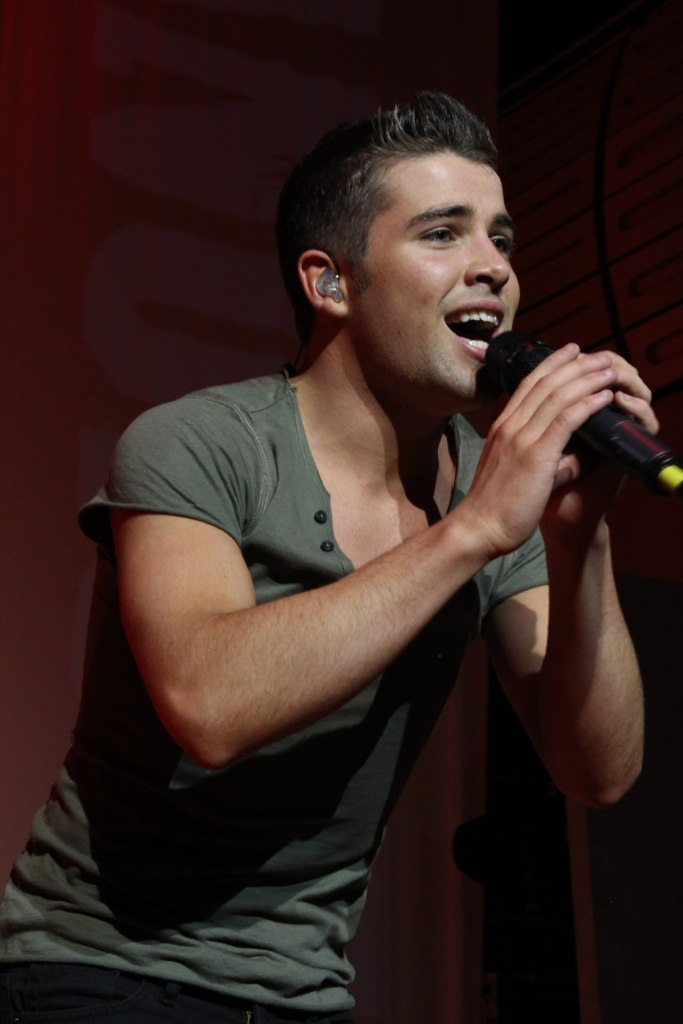
Joe McElderry (2012)

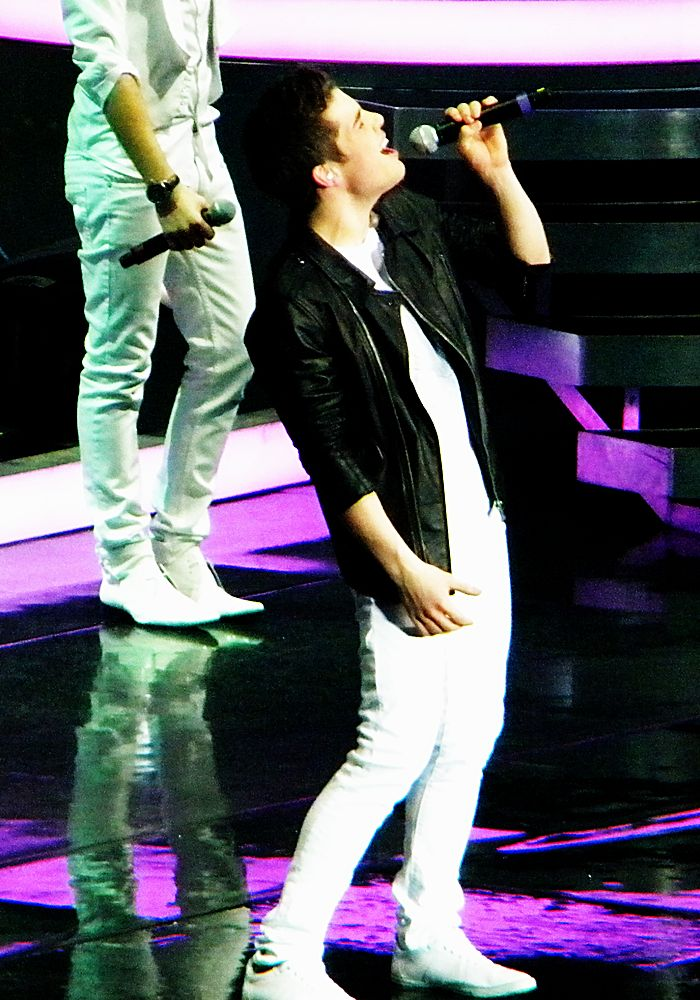
McElderry tijdens The X Factor tour in de O2, Londen

Joseph "Joe" McElderry (South Shields, 16 juni 1991) is een Brits zanger en model, die het zesde seizoen van de Britse talentenjacht The X Factor won. Zijn eerste single, The Climb, eindigde in het Verenigd Koninkrijk en in Ierland op nummer 1.

## Biografie
McElderry is het enige kind van Jim McElderry en Eileen Joyce. Het koppel ging uit elkaar toen McElderry nog een kind was. Zijn grootmoeder en tantes hielpen met zijn opvoeding. McElderry zat op school in South Shields en studeerde daarna podiumkunsten in Newcastle.
In 2007 deed McElderry een poging tot auditie voor The X-Factor, maar hij vond zichzelf te jong vergeleken bij de andere deelnemers en koos ervoor niet aan de competitie mee te doen. In 2009 deed hij opnieuw auditie in Manchester en zong hij "Dance with My Father" van Luther Vandross. Hij werd bijgestaan door Cheryl Cole, bekend van de meidengroep Girls Aloud, die de categorie "Jongens 15-26" onder haar hoede had. McElderry doorstond alle liveshows, zonder in de sing-off terecht te komen. Op 13 december 2009 won McElderry de finale van zijn tegenstander Olly Murs en bracht hij zijn single "The Climb" uit, oorspronkelijk een nummer van Miley Cyrus.
Op 31 juli 2010 maakte McElderry op zijn website bekend dat hij homoseksueel is, nadat zijn Twitter-account was gekraakt en een bericht over zijn seksuele geaardheid was geplaatst.
In de zomer van 2011 werd McElderry ontslagen bij zijn platenmaatschappij, vanwege teleurstellende verkoopcijfers van singles en zijn debuutalbum. McElderry zocht een manier om zich terug in de kijker te spelen bij de platenbazen. Hierdoor deed hij mee aan From Popstar To Operastar. Deze competitie won hij uiteindelijk ook en dit leverde hem een nieuw contract op.
Op 22 augustus 2011 kwam zijn tweede studioalbum Classic uit. Daaropvolgend bracht hij een kerstversie uit van dit album, Classic Christmas, in november 2011. Een jaar daarop bracht hij zijn meest recente album uit, Here's What I Believe, onder beheer van Decca Records.

## Discografie

### Albums
- Wide Awake (25 oktober 2010)
- Classic (22 augustus 2011)
- Classic Christmas (25 november 2011)
- Here's What I Believe (10 september 2012)

### Singles
| Jaar                   | Single                                             | Hitlijstpositie | Hitlijstpositie | Hitlijstpositie | Album         |
| Jaar                   | Single                                             | Engeland        | Ierland         | Europa          | Album         |
| ---------------------- | -------------------------------------------------- | --------------- | --------------- | --------------- | ------------- |
| 2010                   | "Ambitions"                                        | 6               | -               | -               | Wide Awake    |
| 2009                   | "The Climb"                                        | 1               | 1               | 4               | Wide Awake    |
| Als meewerkend artiest |                                                    |                 |                 |                 |               |
| 2010                   | "Everybody Hurts" (in het kader van Helping Haiti) | 1               | 1               | 4               | Singleverkoop |
| 2009                   | "You Are Not Alone" (met The X Factor)             | 1               | 1               | 10              | Singleverkoop |